# Photographie de plateau

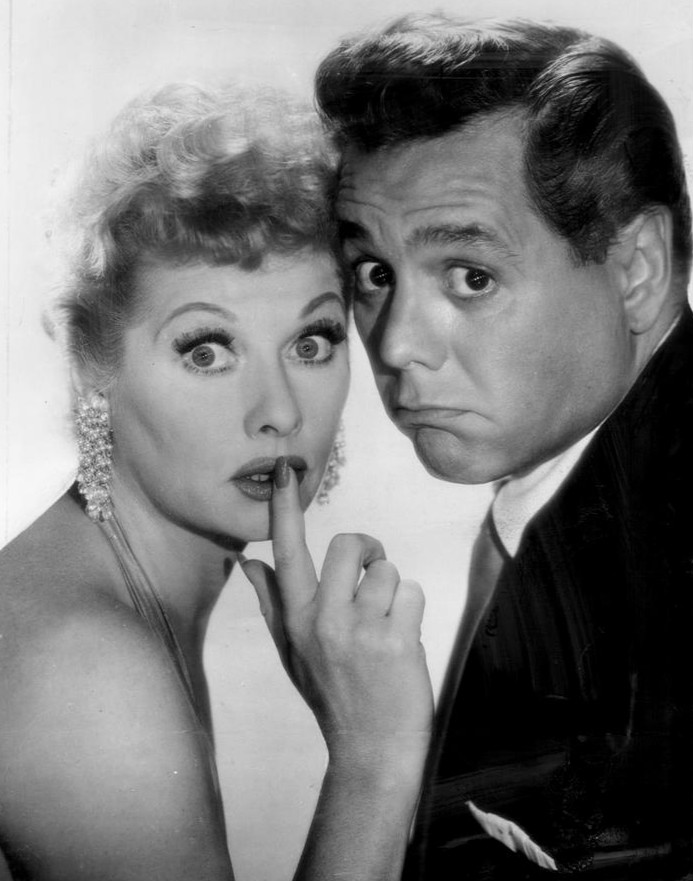
Une photographie promotionnelle des acteurs Lucille Ball et Desi Arnaz.

Une photographie de plateau (parfois appelée photo  publicitaire, promotionnelle ou de production) est une photographie prise pendant des répétitions théâtrales comme pendant ou hors du tournage d'un film ou d'une émission de télévision en production.  
Ces photographies sont également prises dans des décors de studio formels et des lieux  tels que des maisons de stars de cinéma, des premières de films ou des décors commerciaux. Les photos sont prises par des photographes de studio à des fins promotionnelles. Ces images fixes consistent en des portraits posés, et sont utilisées pour une exposition publique ou pour des documents donnés aux fans, parfois autographiés. Ils peuvent également consister en des images posées ou candides prises sur le plateau pendant la production, et peuvent inclure des stars, des membres de l'équipe ou des réalisateurs au travail. 
Le but principal de ces clichés  est d'aider les studios à annoncer et promouvoir leurs nouveaux films et stars. Les studios envoient donc ces photos ainsi que des dossiers de presse et des laissez-passer gratuits à autant de publications cinématographiques que possible afin d'obtenir une publicité gratuite. Ces photos sont ensuite utilisées par des journaux et des magazines, par exemple, pour écrire des histoires sur les stars ou les films eux-mêmes. Par conséquent, le studio gagne de la publicité gratuite pour ses films. 

## Types
Les photos peuvent être prises dans le cadre du tournage ou indépendamment. Ces photographies sont appelées images fixes de production. Un autre type de photo généré pendant le tournage est le tournage hors scène. Le photographe les prend pendant que les acteurs sont entre les prises, toujours en costume. Les images fixes posées séparément incluent une grande variété de prises de vue. Les plus populaires de ces images fixes sont celles qui représentent des interprétations glamour, menaçantes ou comiques.  

## Photographes fixes
La photographie au cinéma est considérée comme une branche distincte du cinéma, celle du marketing : « un photographe de plateau travaille généralement sur un plateau mais n'est pas directement impliqué dans la réalisation d'un film. Son rôle est de faire connaître, à travers ses photos, films et acteurs dans des magazines, journaux et autres médias ». Le producteur de films et directeur de la photographie Brian Dzyak explique que le groupe de personnes qui travaillent sur un film est appelé la «société» ou «l'unité». Parmi les professionnels qui sont affectés à l'unité, l'un est une "unité photographe", dont le travail consiste à prendre des photos que les studios utiliseront plus tard pour le marketing. Ils peuvent prendre des photos pendant les répétitions ou se tenir à côté du caméraman pendant le tournage des prises. Pour les clichés publicitaires glamour, distribués au public et à la presse pour promouvoir une star en particulier, des "tournages spéciaux" sont réalisés dans des studios séparés, contenant un éclairage contrôlé, des arrière-plans, des vêtements et du mobilier.   
Bien que le photographe de plateau partage un certain nombre de compétences et de fonctions avec le directeur de la photographie, leur travail est essentiellement très différent. Le directeur de la photographie souhaite filmer de courtes scènes qui seront ensuite montées dans un film entier. Le photographe de plateau est principalement préoccupé par la capture de photos spectaculaires qui attireront l'attention lorsqu'elles seront utilisées sur des affiches, des couvertures de DVD et de la publicité. Les studios affectent donc un photographe de plateau à une production et, dans certains cas, jusqu'à cinq photographes de plateau peuvent travailler sur le même film.   
Certaines stars ont choisi elles-mêmes le photographe, comme Robert Coburn, imposé par Rita Hayworth. D'autres photographes remarquables sont George Hurrell et Clarence Bull, connus pour être les photographes choisis par Greta Garbo,.

## Galerie de photos

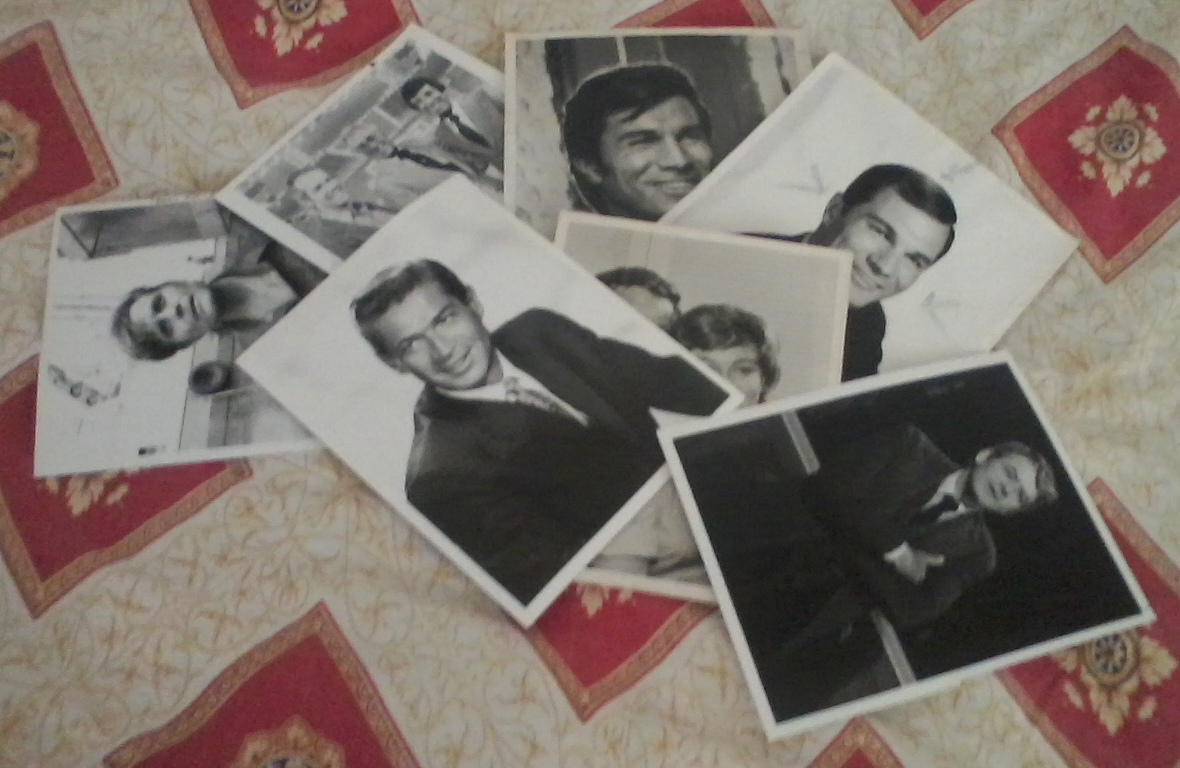
Quelques photographies de plateau.
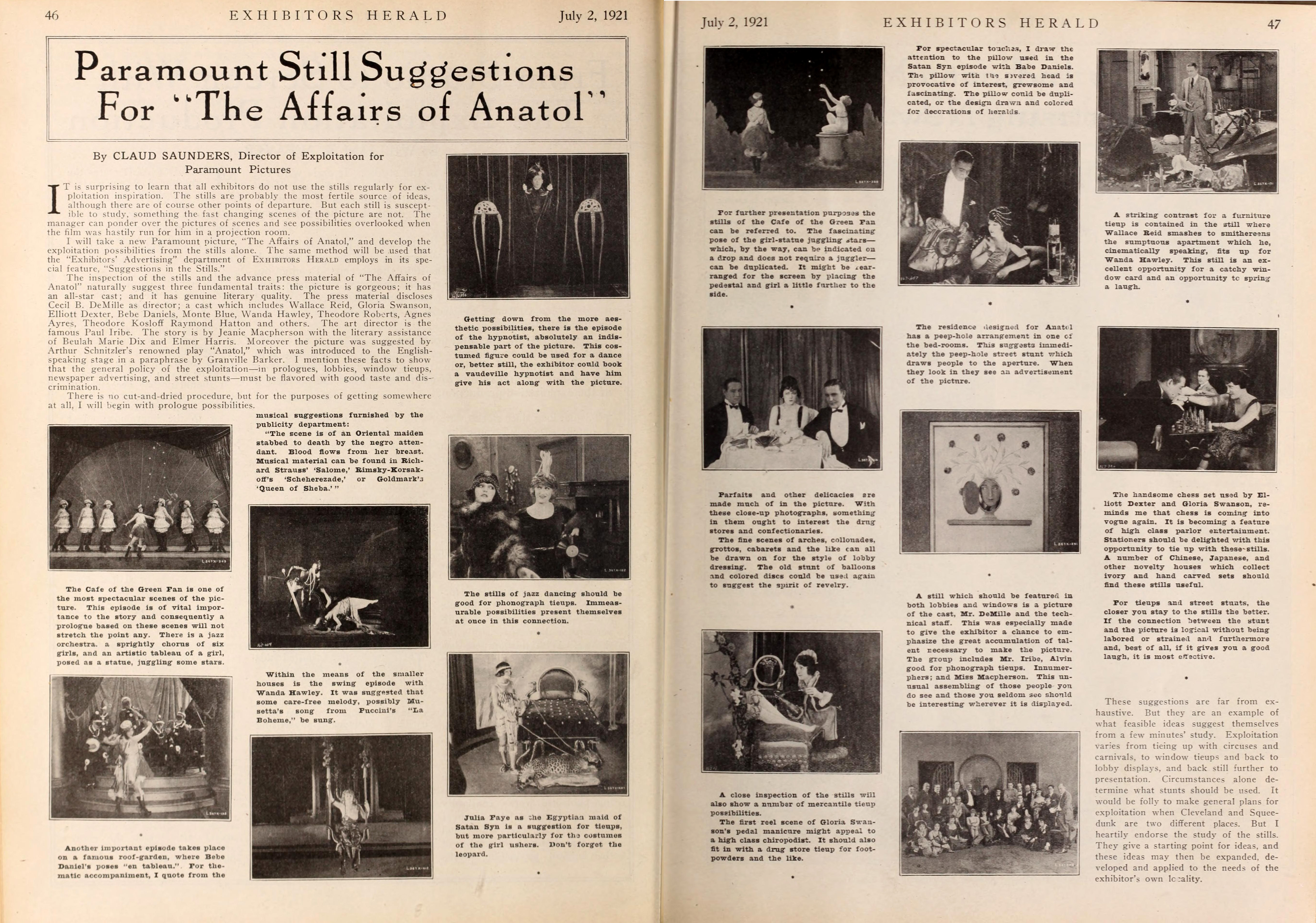
Suggestions de publicités pour Le cœur nous trompe de Cecil B. DeMille dans Exhibitors Herald, juillet 1921
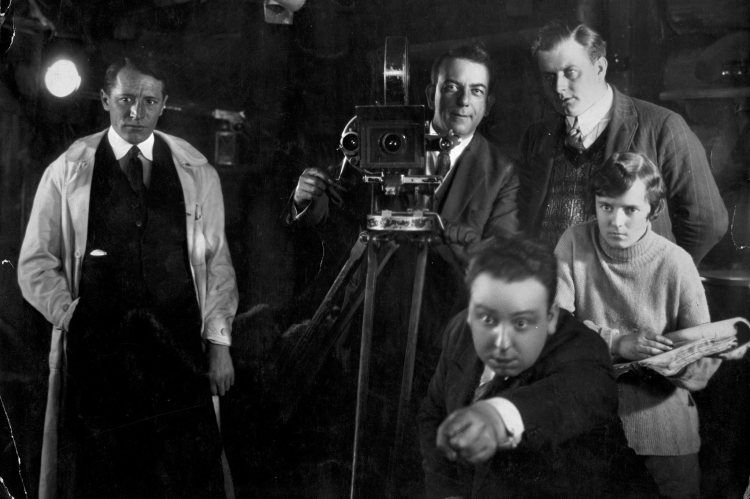
Photo de plateau pour The Mountain Eagle (1926) d'Alfred Hitchcock

Photos publicitaires autographiées
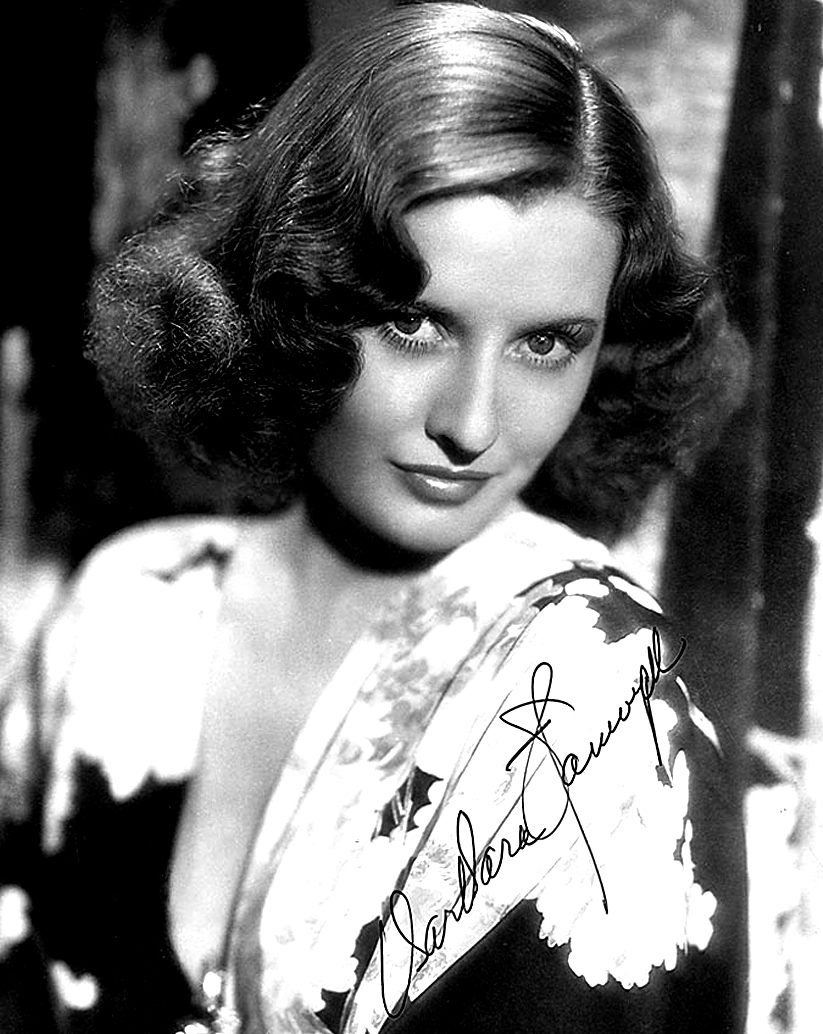
Barbara Stanwyck (vers 1930)
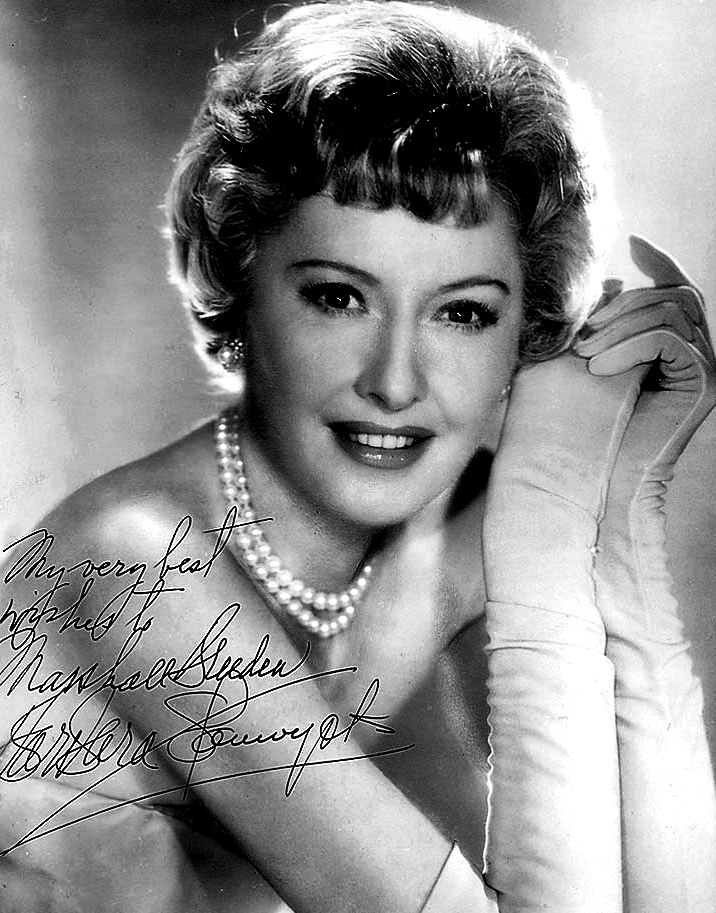
Barbara Stanwyck (vers 1950)
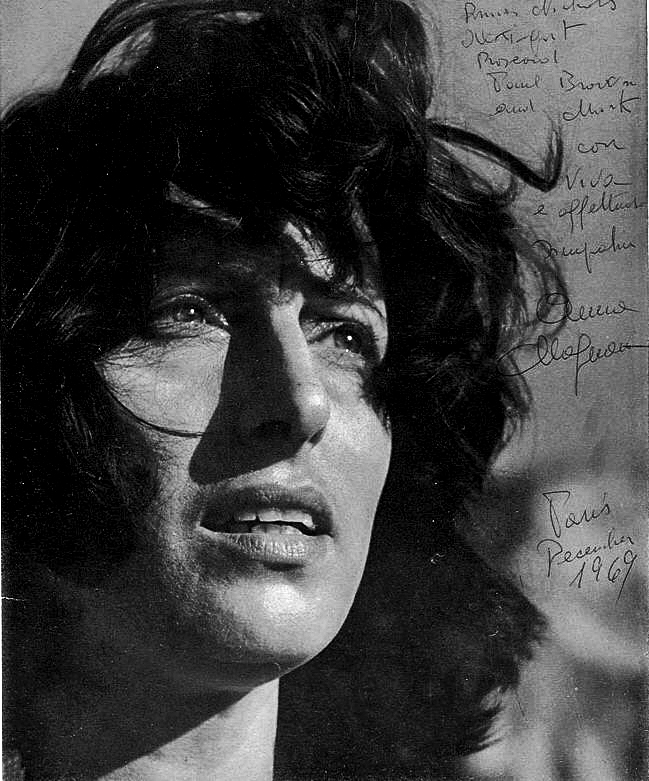
Anna Magnani (1969)

Photos promotionnelles
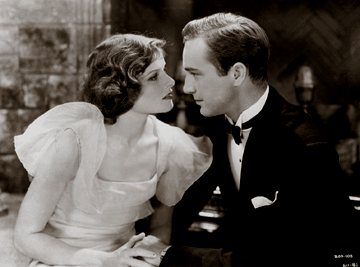
Katharine Hepburn et David Manners, A Bill of Divorcement (Héritage, 1932)
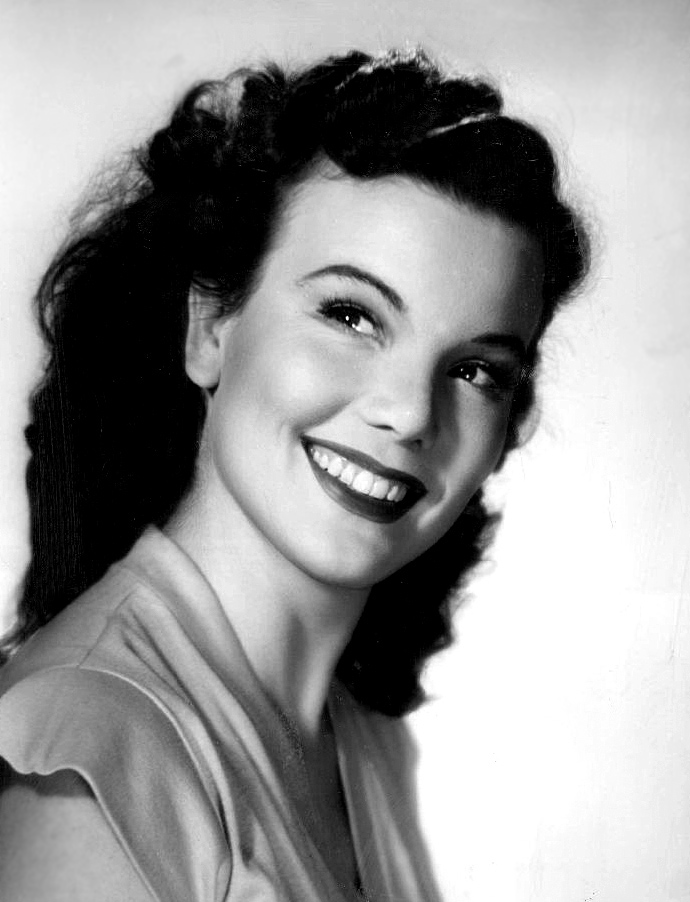
Nanette Fabray (1950).
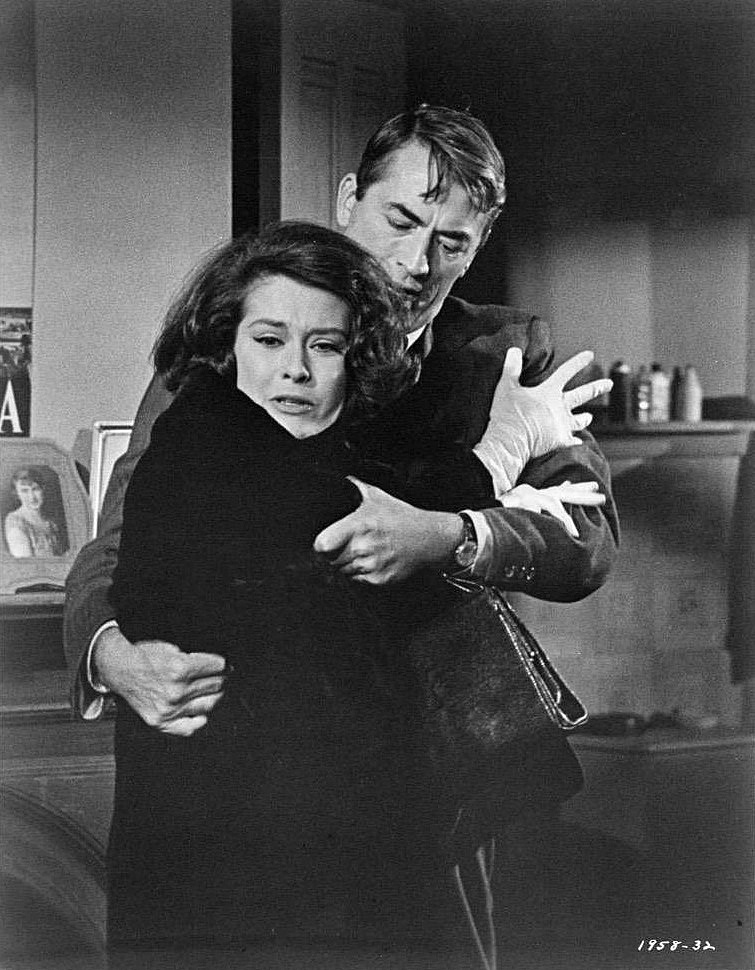
Diane Baker et Gregory Peck pour Mirage (1965).
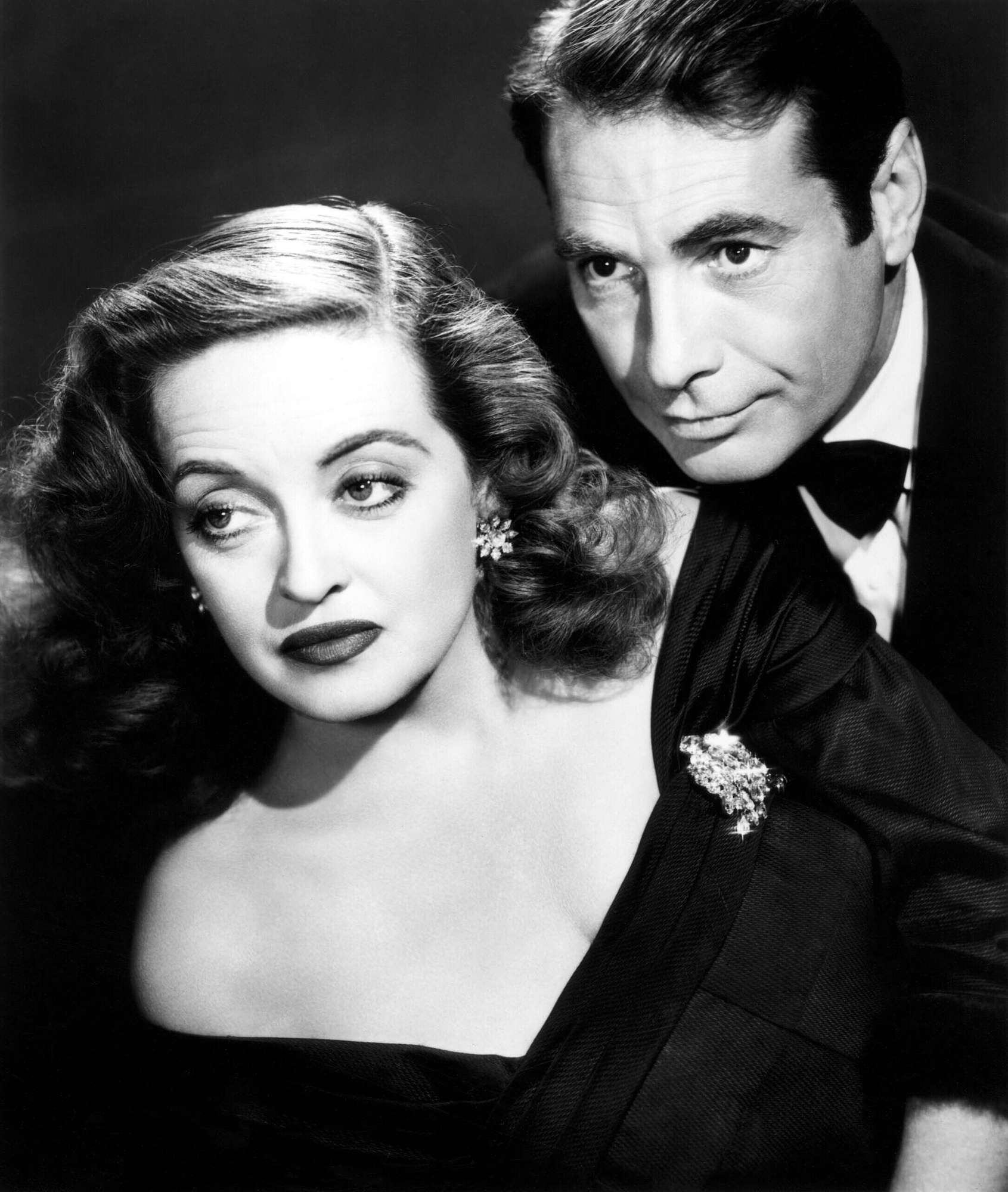
Bette Davis et Gary Merrill dans All About Eve
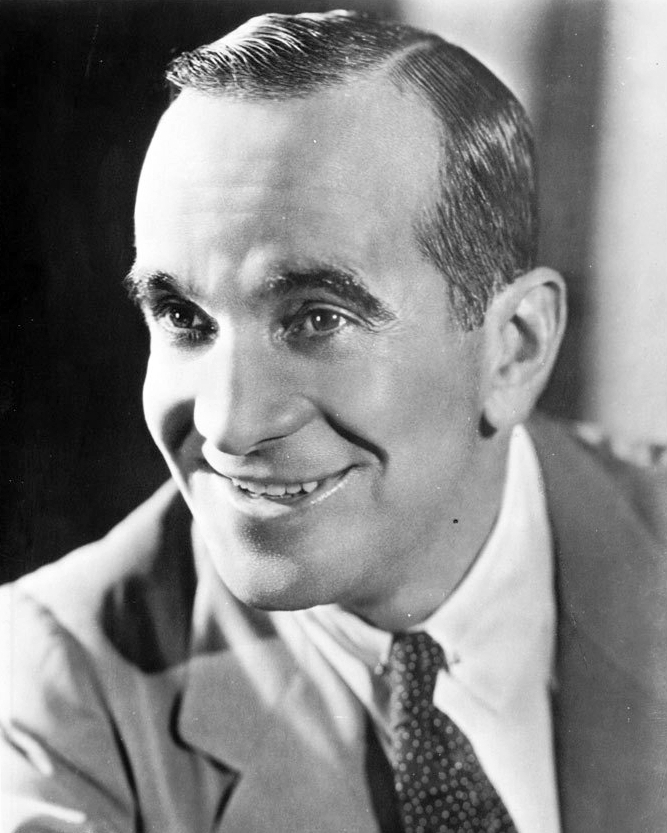
Al Jolson (vers 1925)
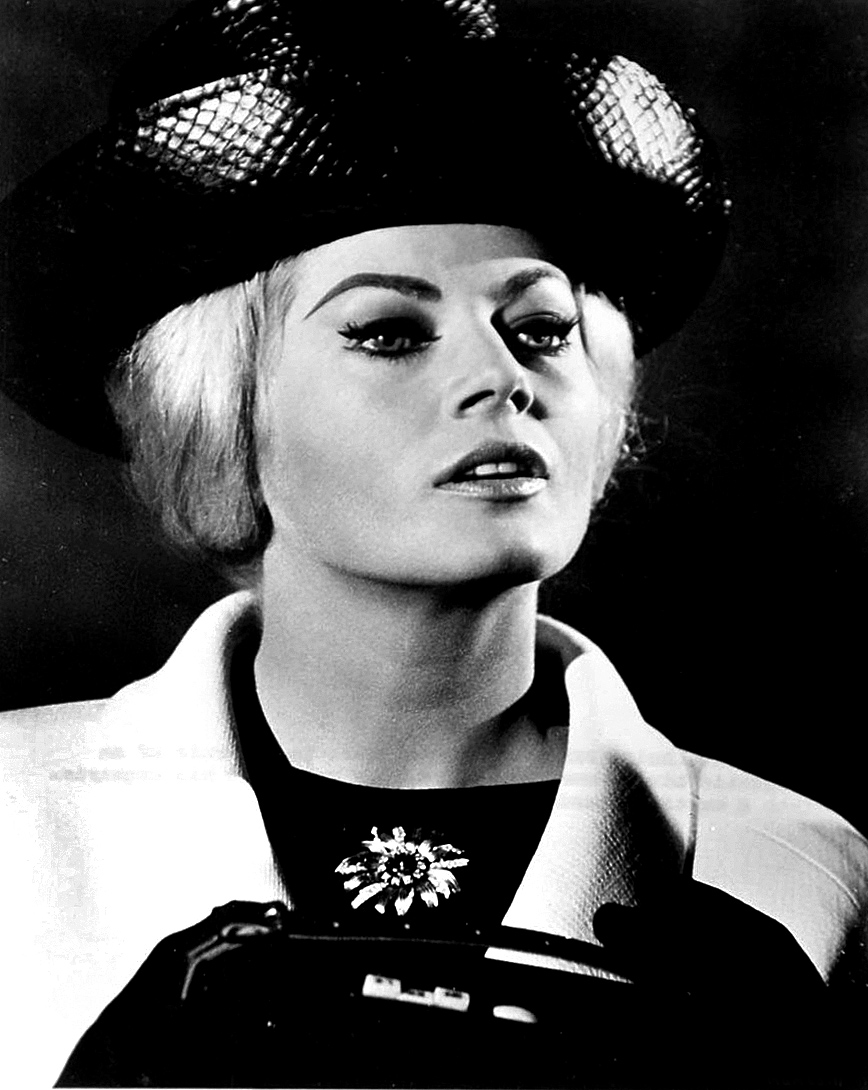
Anita Ekberg (The Alphabet Murders, 1965)
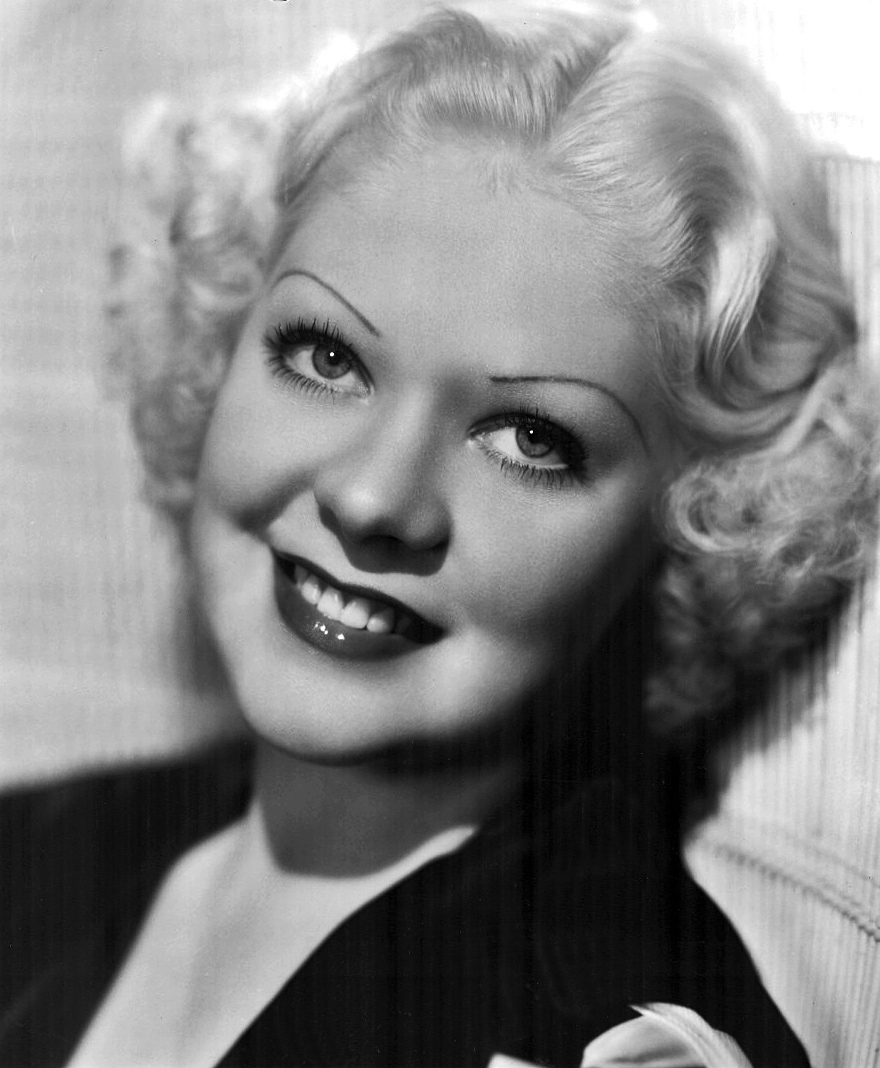
Alice Faye pour Boule de feu (1941).

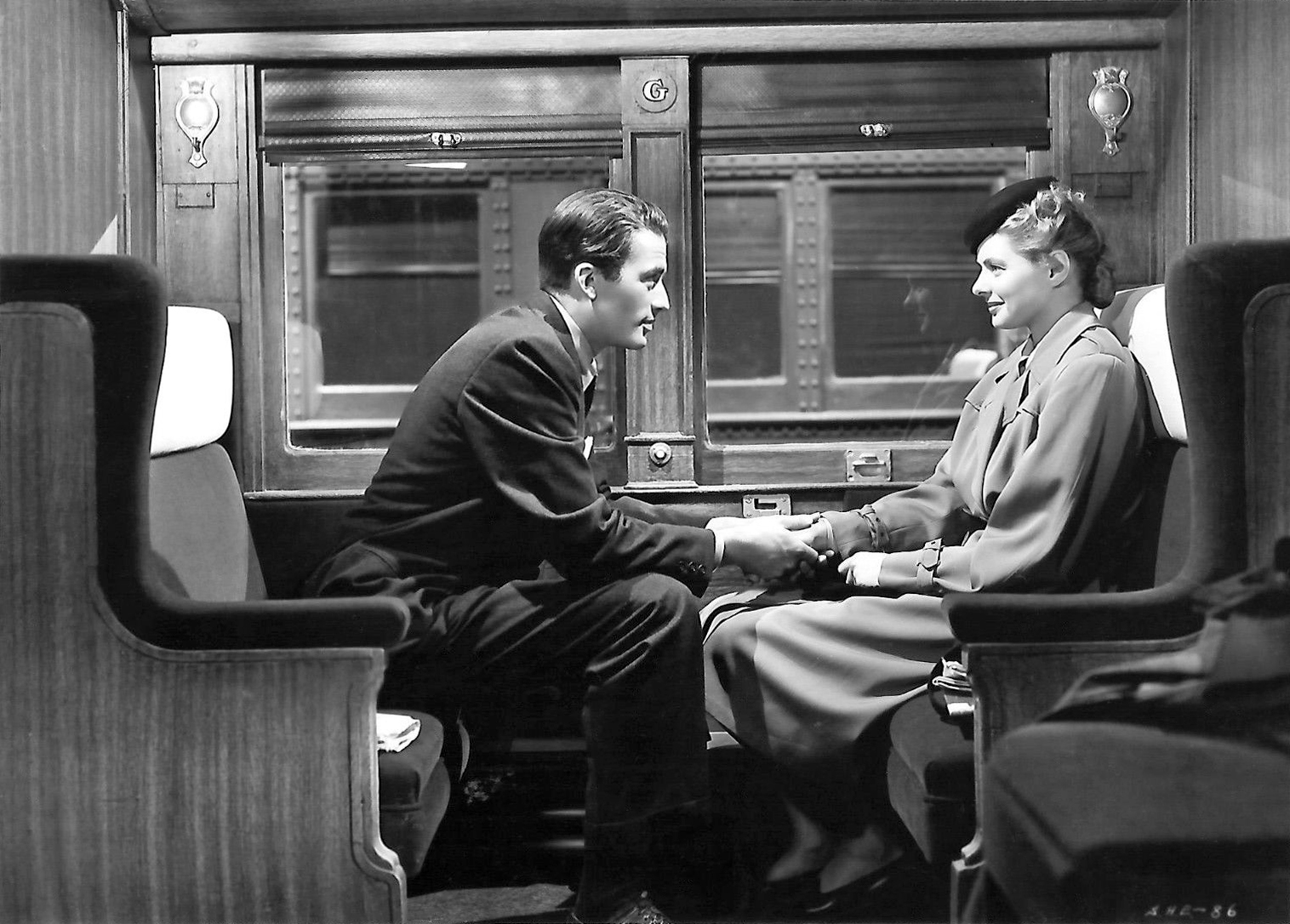
Gregory Peck et Ingrid Bergman dans La Maison du docteur Edwardes (1945).
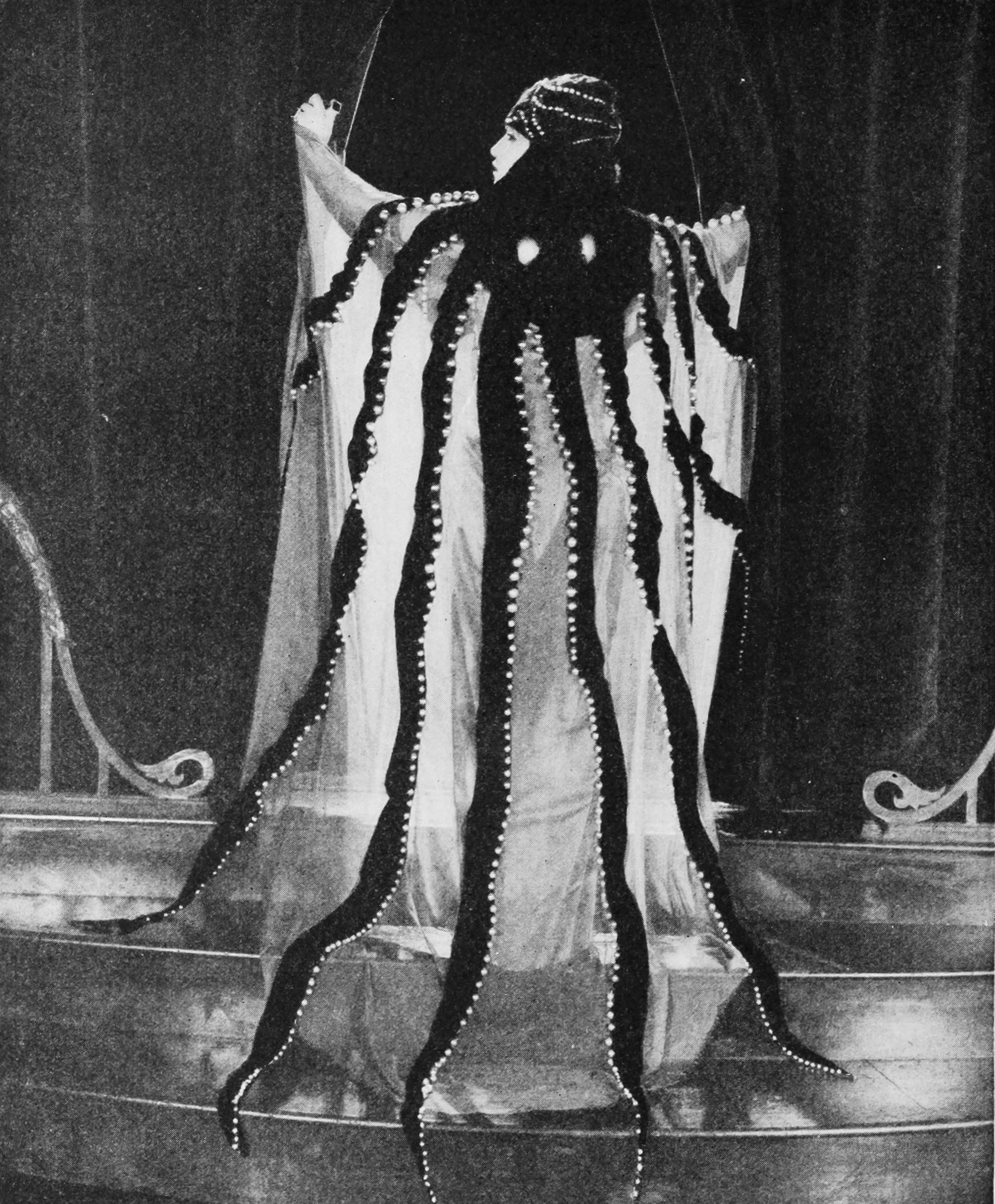
L'Octopus Gown[7] par Clare West, portée par Bebe Daniels dans Le cœur nous trompe
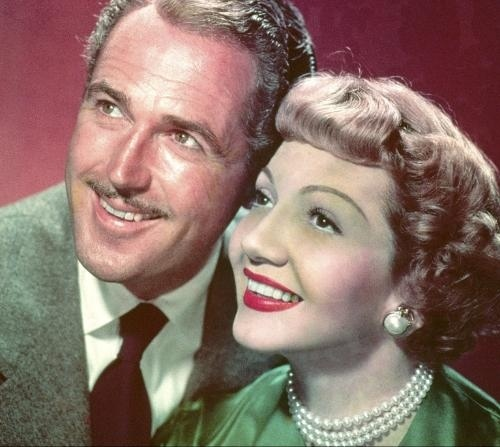
Claudette Colbert et Patric Knowles dans Captives à Bornéo (Three Came Home, 1950) .

## Voir également
- Photographe de plateau